# John Egan
John Egan (Cork, 20 ottobre 1992) è un calciatore irlandese, difensore dell'Hull City.

## Carriera

### Club

#### Giovanili
Egan cresce nelle giovanili del Cork City, dove viene ceduto poi al Sunderland nel 2009.

#### Sunderland e vari prestiti
Egan non ha mai giocato in prima squadra con il Sunderland; l’irlandese, infatti, nella stagione 2011-2012 è stato mandato in prestito al Crystal Palace con cui ha giocato solo 1 partita da titolare.
In quella stessa stagione, viene poi interrotto il prestito e girato poi allo Sheffield Utd con cui gioca una partita da titolare in League One persa 3-2 il 6 marzo 2012 all’età di 19 anni e 4 mesi.
Sempre nella stagione 2011-2012 viene rigirato in prestito anche al Bradford City con cui gioca 4 partite da titolare; in uno di questi match si rompe una gamba e viene, quindi, interrotto il prestito e rimando al Sunderland.
Nella stagione 2013-2014 viene mandato in prestito al Southend Utd in League Two. Con questo club gioca 13 partite segnando un gol l’11 marzo 2014 all’età di 21 anni e 4 mesi.

#### Gillingham e Brentford
Nella stagione 2013-2014 viene acquistato a parametro zero dal Gillingham, con cui gioca in League One; esordisce inoltre in FA Cup, in Coppa di Lega ed in EFL Trophy. Trova il suo primo gol con la maglia del Gillingham il 29 novembre 2014 (all’età di 22 anni) contro il Port Vale, partita terminata 2-2. Con il Gillingham gioca per 2 anni con molta continuità, totalizzando 81 presenze segnando 10 reti.
Il 1º luglio 2016 viene preso a parametro zero dal Brentford con cui gioca due stagione totalizzando 67 presenze e 6 gol; la sua prima rete in Championship la trova contro l’Ipswich Town il 13 agosto 2016.

#### Sheffield United
Grazie alle ottime prestazioni con la maglia del Brentford, Egan attira lo Sheffield United che lo acquista per 4,5 milioni; con le Blades ottiene la promozione in Premier League dove esordisce fin da subito nell’1-1 contro il Bournemouth; segna il suo primo gol in carriera in questa categoria il 5 luglio 2020 contro il Burnley: con i suoi 2 gol stagionali in Premier League, John Egan ha segnato almeno un gol in tutte le prime 4 divisioni inglesi.

### Nazionale
Ha giocato nelle nazionali giovanili irlandesi Under-17 ed Under-19.
Ha esordito in Under-21 il 4 giugno 2012 nella partita pareggiata per 2-2 contro i pari età dell'Italia, valida per le qualificazioni agli europei di categoria; nei mesi successivi scende in campo in altre tre partite, per un totale di 4 presenze nelle qualificazioni.
Nel 2017 esordisce in nazionale maggiore.
Il 1º settembre 2021 realizza il suo primo gol in occasione della sconfitta per 2-1 contro il Portogallo.

## Statistiche

### Cronologia presenze e reti in nazionale
| Cronologia completa delle presenze e delle reti in nazionale ― Irlanda | Cronologia completa delle presenze e delle reti in nazionale ― Irlanda | Cronologia completa delle presenze e delle reti in nazionale ― Irlanda | Cronologia completa delle presenze e delle reti in nazionale ― Irlanda | Cronologia completa delle presenze e delle reti in nazionale ― Irlanda | Cronologia completa delle presenze e delle reti in nazionale ― Irlanda | Cronologia completa delle presenze e delle reti in nazionale ― Irlanda | Cronologia completa delle presenze e delle reti in nazionale ― Irlanda |
| Data                                                                   | Città                                                                  | In casa                                                                | Risultato                                                              | Ospiti                                                                 | Competizione                                                           | Reti                                                                   | Note                                                                   |
| ---------------------------------------------------------------------- | ---------------------------------------------------------------------- | ---------------------------------------------------------------------- | ---------------------------------------------------------------------- | ---------------------------------------------------------------------- | ---------------------------------------------------------------------- | ---------------------------------------------------------------------- | ---------------------------------------------------------------------- |
| 28-3-2017                                                              | Dublino                                                                | Irlanda                                                                | 0 – 1                                                                  | Islanda                                                                | Amichevole                                                             | -                                                                      | 20’ 64’                                                                |
| 2-6-2017                                                               | East Rutherford                                                        | Messico                                                                | 3 – 1                                                                  | Irlanda                                                                | Amichevole                                                             | -                                                                      | 64’                                                                    |
| 11-9-2018                                                              | Breslavia                                                              | Polonia                                                                | 1 – 1                                                                  | Irlanda                                                                | Amichevole                                                             | -                                                                      |                                                                        |
| 15-11-2018                                                             | Dublino                                                                | Irlanda                                                                | 0 – 0                                                                  | Irlanda del Nord                                                       | Amichevole                                                             | -                                                                      |                                                                        |
| 10-9-2019                                                              | Dublino                                                                | Irlanda                                                                | 3 – 1                                                                  | Bulgaria                                                               | Amichevole                                                             | -                                                                      | Cap.                                                                   |
| 12-10-2019                                                             | Tbilisi                                                                | Georgia                                                                | 0 – 0                                                                  | Irlanda                                                                | Qual. Euro 2020                                                        | -                                                                      |                                                                        |
| 15-10-2019                                                             | Carouge                                                                | Svizzera                                                               | 2 – 0                                                                  | Irlanda                                                                | Qual. Euro 2020                                                        | -                                                                      |                                                                        |
| 18-11-2019                                                             | Dublino                                                                | Irlanda                                                                | 1 – 1                                                                  | Danimarca                                                              | Qual. Euro 2020                                                        | -                                                                      | 45’                                                                    |
| 3-9-2020                                                               | Sofia                                                                  | Bulgaria                                                               | 1 – 1                                                                  | Irlanda                                                                | UEFA Nations League 2020-2021 - 1º Turno                               | -                                                                      |                                                                        |
| 6-9-2020                                                               | Dublino                                                                | Irlanda                                                                | 0 – 1                                                                  | Finlandia                                                              | UEFA Nations League 2020-2021 - 1º Turno                               | -                                                                      |                                                                        |
| 8-10-2020                                                              | Bratislava                                                             | Slovacchia                                                             | 0 – 0 (4 - 2 dtr)                                                      | Irlanda                                                                | Qual. Euro 2020                                                        | -                                                                      |                                                                        |
| 12-11-2020                                                             | Londra                                                                 | Inghilterra                                                            | 3 – 0                                                                  | Irlanda                                                                | Amichevole                                                             | -                                                                      | 14’                                                                    |
| 3-6-2021                                                               | Andorra La Vella                                                       | Andorra                                                                | 1 – 4                                                                  | Irlanda                                                                | Amichevole                                                             | -                                                                      |                                                                        |
| 8-6-2021                                                               | Budapest                                                               | Ungheria                                                               | 0 – 0                                                                  | Irlanda                                                                | Amichevole                                                             | -                                                                      | Cap.                                                                   |
| 1-9-2021                                                               | Faro                                                                   | Portogallo                                                             | 2 – 1                                                                  | Irlanda                                                                | Qual. Mondiali 2022                                                    | 1                                                                      |                                                                        |
| 4-9-2021                                                               | Dublino                                                                | Irlanda                                                                | 1 – 1                                                                  | Azerbaigian                                                            | Qual. Mondiali 2022                                                    | -                                                                      |                                                                        |
| 7-9-2021                                                               | Dublino                                                                | Irlanda                                                                | 1 – 1                                                                  | Serbia                                                                 | Qual. Mondiali 2022                                                    | -                                                                      |                                                                        |
| 9-10-2021                                                              | Baku                                                                   | Azerbaigian                                                            | 0 – 3                                                                  | Irlanda                                                                | Qual. Mondiali 2022                                                    | -                                                                      | Cap. 88’                                                               |
| 12-10-2021                                                             | Dublino                                                                | Irlanda                                                                | 4 – 0                                                                  | Qatar                                                                  | Amichevole                                                             | -                                                                      |                                                                        |
| 11-11-2021                                                             | Dublino                                                                | Irlanda                                                                | 0 – 0                                                                  | Portogallo                                                             | Qual. Mondiali 2022                                                    | -                                                                      |                                                                        |
| 14-11-2021                                                             | Lussemburgo                                                            | Lussemburgo                                                            | 0 – 3                                                                  | Irlanda                                                                | Qual. Mondiali 2022                                                    | -                                                                      |                                                                        |
| 26-3-2022                                                              | Dublino                                                                | Irlanda                                                                | 2 – 2                                                                  | Belgio                                                                 | Amichevole                                                             | -                                                                      |                                                                        |
| 29-3-2022                                                              | Dublino                                                                | Irlanda                                                                | 1 – 0                                                                  | Lituania                                                               | Amichevole                                                             | -                                                                      |                                                                        |
| 4-6-2022                                                               | Erevan                                                                 | Armenia                                                                | 1 – 0                                                                  | Irlanda                                                                | UEFA Nations League 2022-2023 - 1º Turno                               | -                                                                      |                                                                        |
| 8-6-2022                                                               | Dublino                                                                | Irlanda                                                                | 0 – 1                                                                  | Ucraina                                                                | UEFA Nations League 2022-2023 - 1º Turno                               | -                                                                      | 62’                                                                    |
| 11-6-2022                                                              | Dublino                                                                | Irlanda                                                                | 3 – 0                                                                  | Scozia                                                                 | UEFA Nations League 2022-2023 - 1º Turno                               | -                                                                      | Cap.                                                                   |
| 24-9-2022                                                              | Glasgow                                                                | Scozia                                                                 | 2 – 1                                                                  | Irlanda                                                                | UEFA Nations League 2022-2023 - 1º Turno                               | 1                                                                      | Cap. 73’                                                               |
| 27-9-2022                                                              | Dublino                                                                | Irlanda                                                                | 3 – 2                                                                  | Armenia                                                                | UEFA Nations League 2022-2023 - 1º Turno                               | 1                                                                      |                                                                        |
| 17-11-2022                                                             | Dublino                                                                | Irlanda                                                                | 1 – 2                                                                  | Norvegia                                                               | Amichevole                                                             | -                                                                      |                                                                        |
| 20-11-2022                                                             | Attard                                                                 | Malta                                                                  | 0 – 1                                                                  | Irlanda                                                                | Amichevole                                                             | -                                                                      |                                                                        |
| 22-3-2023                                                              | Dublino                                                                | Irlanda                                                                | 3 – 2                                                                  | Lettonia                                                               | Amichevole                                                             | -                                                                      | 63’                                                                    |
| 27-3-2023                                                              | Dublino                                                                | Irlanda                                                                | 0 – 1                                                                  | Francia                                                                | Qual. Euro 2024                                                        | -                                                                      | 90’                                                                    |
| 16-6-2023                                                              | Atene                                                                  | Grecia                                                                 | 2 – 1                                                                  | Irlanda                                                                | Qual. Euro 2024                                                        | -                                                                      | Cap. 89’                                                               |
| 19-6-2023                                                              | Dublino                                                                | Irlanda                                                                | 3 – 0                                                                  | Gibilterra                                                             | Qual. Euro 2024                                                        | -                                                                      |                                                                        |
| 7-9-2023                                                               | Parigi                                                                 | Francia                                                                | 2 – 0                                                                  | Irlanda                                                                | Qual. Euro 2024                                                        | -                                                                      | Cap.                                                                   |
| 10-9-2023                                                              | Dublino                                                                | Irlanda                                                                | 1 – 2                                                                  | Paesi Bassi                                                            | Qual. Euro 2024                                                        | -                                                                      | 73’                                                                    |
| Totale                                                                 |                                                                        | Presenze                                                               | 36                                                                     |                                                                        | Reti                                                                   | 3                                                                      |                                                                        |